# Jiří Kocian
Jiří Kocian (* 31. srpna 1956, Pardubice) je český historik. V rámci své vědecké činnosti se zaměřuje na české a československé dějiny po roce 1945, konkrétně na vývoj politického systému a politického stranictví.

## Život
Po studiu historie a filozofie na Filozofické fakultě UK prošel několika vědeckými institucemi (Ústav československých a světových dějin ČSAV, Historický ústav AV ČR, Policejní akademie ČR) a od roku 1994 působí v Ústavu pro soudobé dějiny AV ČR, kde nyní zastává post vedoucího Oddělení pro výzkum českých a československých dějin 1945–1989 a post zástupce ředitele. Kromě toho přednáší na FF UK, FSV UK a FF UJEP. Je členem mj. několika vědeckých, oborových a edičních rad českých vědeckých institucí a členem Česko-rakouské komise historiků. Rovněž je autorem několika monografií a mnoha odborných studií, podílel se na vzniku učebnic nejnovějších dějin a také sborníků z některých historiografických konferencí. Je členem několika vědeckých a redakčních rad, a také častým hostem v diskusních pořadech České televize věnovaných dějinám. Dne 24. června 2011 jej prezident Václav Klaus jmenoval profesorem.
V současné době je tajemníkem Českého národního komitétu historiků a předsedá výboru Sdružení historiků České republiky.

## Knižní publikace
- Úloha Československé strany národně socialistické v letech 1945–1948. ČSAV, Praha 1989 (společně s V. Pešou)
- Poválečný vývoj v Československu 1945–1948. SPN, Praha 1991
- Československá strana národně socialistická v letech 1945–1948. Organizace, program, politika. Doplněk, Brno 2002
- České průšvihy aneb Prohry, krize, skandály a aféry českých dějin let 1848–1989. Barrister and Principal, Brno 2004 (společně s J. Pernesem a O. Tůmou)
- Květnové volby 1946 – volby osudové? Československo před bouří (společně s V. Smetanou a kolektivem). Euroslavica pro Nadační fond angažovaných nestraníků, Praha 2014
- Českoslovenští komunisté a jejich strana. Středisko společných činností AV ČR, Praha 2017 (s M. Devátou a J. Pernesem)